# ATP Challenger Brazzaville
Das ATP Challenger Brazzaville (offizieller Name: Brazzaville Challenger) ist ein Tennisturnier in Brazzaville, Republik Kongo, das seit 2024 ausgetragen wird. Es ist Teil der ATP Challenger Tour und wird im Freien auf Sand ausgetragen.

## Liste der Sieger

### Einzel
| Jahr | Sieger               | Finalgegner          | Ergebnis |
| ---- | -------------------- | -------------------- | -------- |
| 2025 | Geoffrey Blancaneaux | Calvin Hemery        | 6:3, 6:4 |
| 2024 | Gonçalo Oliveira     | Filip Cristian Jianu | 6:4, 6:3 |

### Doppel
| Jahr | Sieger                                               | Finalgegner                        | Ergebnis         |
| ---- | ---------------------------------------------------- | ---------------------------------- | ---------------- |
| 2025 | Mateo Barreiros Reyes Paulo André Saraiva dos Santos | Geoffrey Blancaneaux Maxime Chazal | 6:4, 1:6, [10:8] |
| 2024 | Florent Bax Karan Singh                              | Simone Agostini Alec Beckley       | 7:5, 6:1         |